# كيجان ريتشي
كيجان ريتشي (بالإنجليزية: Keegan Ritchie)‏ (3 يوليو 1990 في جنوب أفريقيا - ) هو لاعب كرة قدم جنوب أفريقي في مركز الدفاع. لعب مع سلافيا براغ ونادي كايزر تشيفز وموروكا سوالوز ونادي بلومفونتين سيلتيك.

## روابط خارجية
- كيجان ريتشي على موقع قاعدة بيانات كرة القدم.إي يو (الإنجليزية)
- كيجان ريتشي على موقع Soccerway.com (الإنجليزية)